# Hareskov Sogn
Hareskov Sogn 
(bis 1. Oktober 2010: Hareskov Kirkedistrikt  (dt.: Kirchenbezirk) im Værløse Sogn) ist eine Kirchspielsgemeinde (dän.: Sogn)
westlich der dänischen Hauptstadt Kopenhagen (dän.:  København).
Im Kirchspiel leben 3834 Einwohner (Stand: 1. Januar 2023).

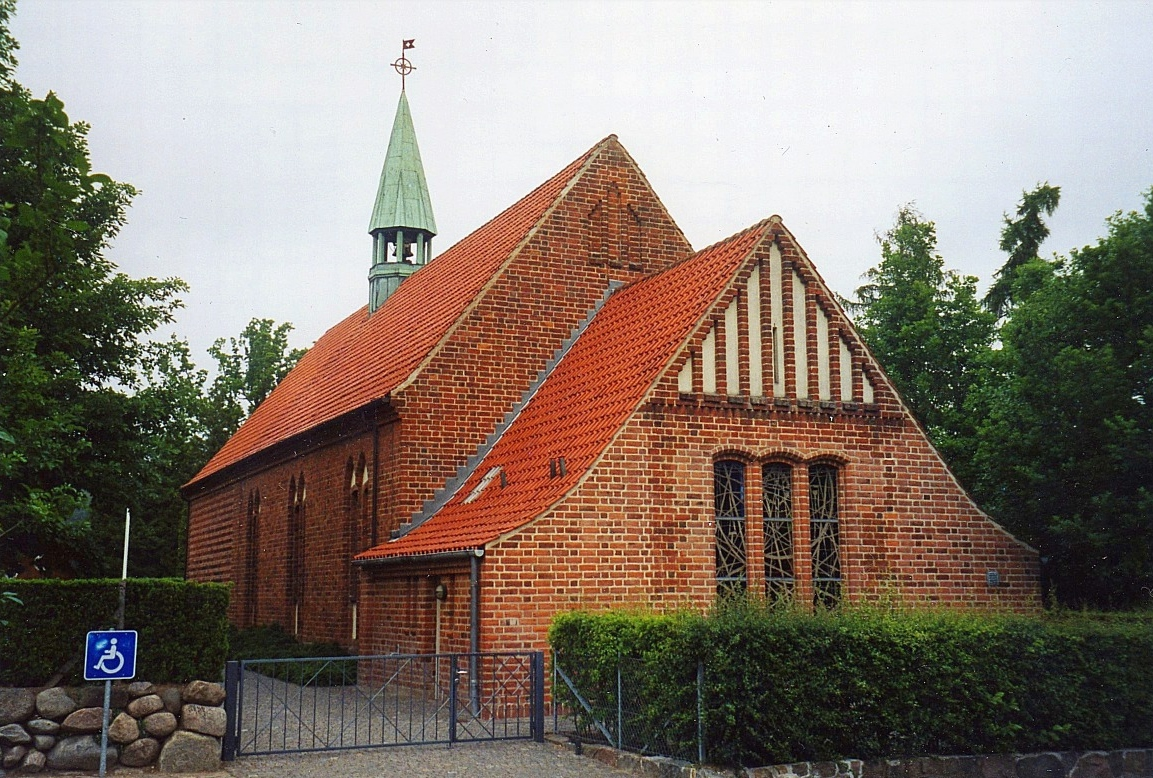
Hareskov Kirke

Im Kirchspiel liegt die Kirche „Hareskov Kirke“.
Direkte Nachbargemeinde ist im Nordwesten Værløse Sogn, ferner in der östlich benachbarten Gladsaxe Kommune Bagsværd Sogn, in der südöstlich benachbarten Herlev Kommune Lindehøj Sogn und in der südwestlich benachbarten Ballerup Kommune Ballerup Sogn.

## Geschichte
Bis 1970 gehörte Værløse Sogn zur Harde Smørum Herred im damaligen Københavns Amt, danach zur Værløse Kommune im verkleinerten Københavns Amt, die im Zuge der  Kommunalreform zum 1. Januar 2007 in der Furesø Kommune in der Region Hovedstaden aufgegangen ist.

## Persönlichkeiten
- Greta Thyssen (1927–2018), dänisch-US-amerikanische Schauspielerin und Pin-up-Girl